# Nu Virgos
VIA GRA (del ruso: ВИА Гра) ,su nombre original sin embargo. conocido Nu Virgos en inglés . Es un grupo de pop ucraniano, muy conocido en Ucrania y en los países de la antigua URSS. Originariamente creado en Kiev en el año 1999, es un grupo ucraniano que canta en ruso. El estilo pop del grupo siempre se ha caracterizado por ser un claro ejemplo de pop ruso, con la presencia ciertos elementos sexuales, tanto en sus letras de sus canciones como en sus vídeos.

## Trayectoria
Al principio estaba compuesto por dos integrantes: Alena Vinnitskaya (en ucraniano: Алена Винницкая) y Nadia Meiher (en ucraniano: Надія Олександрівна), aunque se ha variado periódicamente de componentes, formando parte tres mujeres a lo largo de la mayoría de la carrera del grupo y teniendo dos componentes en la actualidad: Albina Dzhanabaeva (en ruso: Альбина Джанабаева) y Meseda Bagaudinova (en ruso: Меседа Багаудинова). En el último periodo, el grupo también estaba formado por Vera Brezhneva (en ucraniano: Віра Брежнєва), pero recientemente abandonó el grupo por razones desconocidas. A principios del año 2008, el grupo volvió a estar formado por tres componentes tras la llegada de Tatiana Kotova (en ruso: Татьяна Котова), cantante y modelo, ganadora del certamen de belleza Miss Rusia en el año 2006.
A finales de 2007, sacaron su último disco, Potselui. También se prepara una gira a nivel europeo que visitará las principales capitales para el año 2008 con las canciones de sus discos en inglés.
En el año 2013 hicieron, un programa para buscar las nuevas integrantes del grupo se llamaba Ya Hochu V Viagru (я хочу в виагру) quiero entrar a Viagra. Las ganadoras del programa fueron Erika Gerceg (en húngaro: Erika Herceg), Anastasia Kozhevnikova (en ucraniano: Анастасія Дмитрівна) y Misha Romanova (en ucraniano: Могилинець Володимирівна).
Sacaron a finales del 2013 el nuevo sencillo que se llamó Peremirie (перемирие) el cual significa Tregua en Español.

## Discografía
- Popytka No. 5 – 2001
- Stop! Snyato! – 2003
- Biologiya – 2003
- Stop! Stop! Stop! - 2004
- Brillianty – 2005
- L.M.L. -2007

## Videoclips
| Año  | Clip                                           | Director           | Composición                                                           |
| ---- | ---------------------------------------------- | ------------------ | --------------------------------------------------------------------- |
| 2000 | Popitka № 5                                    | Maks Papernik      | Alena Vinnitskaya, Nadejda Granovskaya                                |
| 2000 | Obnimi Menya                                   | Siemion Gorov      | Alena Vinnitskaya, Nadejda Granovskaya                                |
| 2001 | Bomba                                          | Igor Ivanov        | Alena Vinnitskaya, Nadejda Granovskaya                                |
| 2001 | Ya niè Vernus                                  | Maks Papernik      | Alena Vinnitskaya, Nadejda Granovskaya                                |
| 2002 | Stop! Stop! Stop!                              | Siemion Gorov      | Alena Vinnitskaya, Tatiana Naïnik, Anna Sedokova                      |
| 2002 | Good Morning, Papa                             | Siemion Gorov      | Alena Vinnitskaya, Tatiana Naïnik, Anna Sedokova, Nadejda Granovskaya |
| 2003 | Ya ne Ponala (feat Verka Serduchka)            | Vladimir Pasicznik | Nadejda Granovskaya, Anna Sedokova, Alena Vinnitskaya                 |
| 2003 | Ne ostavlyai menya,Luibimiy                    | Siemion Gorow      | Nadejda Granovskaya, Anna Sedokova, Vera Brejneva                     |
| 2003 | Ubei Moyu Godrugu                              | Siemion Gorow      | Nadejda Granovskaya, Anna Sedokova, Vera Brejneva                     |
| 2003 | Vot Taki Dela                                  | Władimir Pasicznik | Nadejda Granovskaya, Anna Sedokova, Vera Brejneva                     |
| 2003 | Okean i Tri Reki (feat Valeriï Meladze)        | Siemion Gorow      | Nadejda Granovskaya, Anna Sedokova, Vera Brejneva                     |
| 2003 | Stop ! Stop ! (Angielska wersja)               | Siemion Gorow      | Nadejda Granovskaya, Anna Sedokova, Vera Brejneva                     |
| 2004 | Prityajenya Bolshe niet (feat Valeriï Meladze) | Siemion Gorow      | Nadejda Granovskaya, Anna Sedokova, Vera Brejneva                     |
| 2004 | Biologiya                                      | Siemion Gorow      | Nadejda Granovskaya, Vera Brejneva, Svetlana Loboda                   |
| 2004 | Oï Govarila Tchista voda                       | Nieznany           | Nadejda Granovskaya, Vera Brejneva, Svetlana Loboda                   |
| 2004 | Take you back                                  | Siemion Gorow      | Nadejda Granovskaya, Vera Brejneva, Albina Dzhanabaeva                |
| 2004 | Mir, O Kotorom Ya niè Znala Do Tebya           | Siemion Gorow      | Nadejda Granovskaya, Vera Brejneva, Albina Dzhanabaeva                |
| 2005 | I don't want a man'                            | Siemion Gorow      | Nadejda Granovskaya, Vera Brejneva, Albina Dzhanabaeva                |
| 2005 | Niet nitchego Huje, Tchem Bit (Bitwa z TNMK)'  | Siemion Gorow      | Nadejda Granovskaya, Vera Brejneva, Albina Dzhanabaeva                |
| 2005 | Brillianty                                     | Siemion Gorow      | Nadejda Granovskaya, Vera Brejneva, Albina Dzhanabaeva                |
| 2006 | Obmani, No Ostansya                            | Siemion Gorow      | Vera Brejneva, Albina Dzhanabaeva, Kristina Kots-Gotlib               |
| 2006 | Lutchik Moï Lyubimiï (LML)                     | Alan Badojew       | Vera Brejneva, Albina Dzhanabaeva, Olga Koryagina                     |
| 2006 | Tsvetok i Noj                                  | Alan Badojew       | Vera Brejneva, Albina Dzhanabaeva, Olga Koryagina                     |
| 2006 | Dozhd Mechty                                   | Pierwyj kanał      | Vera Brejneva, Albina Dzhanabaeva, Olga Koryagina                     |
| 2007 | Patselui                                       | Alan Badojew       | Albina Dzhanabaeva, Meseda Bagaudinova                                |
| 2008 | Hold me Closer                                 | Siemion Gorow      | Alena Vinnitskaya, Nadejda Granovskaya                                |
| 2008 | Ya Niè Bayus                                   | Alan Badojew       | Albina Dzhanabaeva, Meseda Bagaudinova, Tatiana Kotova                |
| 2008 | My emancipation                                | Alan Badojew       | Albina Dzhanabaeva, Meseda Bagaudinova, Tatiana Kotova                |
| 2008 | Amerikanskaya Jena                             | Roman Wasjanow     | Albina Dzhanabaeva, Meseda Bagaudinova, Tatiana Kotova                |
| 2008 | Mechtay-Mechtay                                | Pierwyj kanał      | Albina Dzhanabaeva, Meseda Bagaudinova, Tatiana Kotova                |
| 2009 | Anti-Geisha                                    | Alan Badojew       | Nadejda Granovskaya, Albina Dzhanabaeva, Tatiana Kotova               |
| 2009 | Sumasshedshiï                                  | Sergiej Sołodkij   | Nadejda Granovskaya, Albina Dzhanabaeva, Tatiana Kotova               |
| 2010 | Poshyol Von                                    | Alan Badojew       | Nadejda Granovskaya, Albina Dzhanabaeva, Eva Bushmina                 |
| 2010 | Dien Biez Tebya                                | Sergiej Sołodkij   | Nadejda Granovskaya, Albina Dzhanabaeva, Eva Bushmina                 |
| 2011 | Zvenit Yanvarskaya V'yuka                      | Rossija 1          | Nadejda Granovskaya, Albina Dzhanabaeva, Eva Bushmina                 |
| 2012 | Disko (feat. Konstantin Meladze)               | Pierwyj kanał      | Albina Dzhanabaeva, Eva Bushmina, Santa Dimopulas                     |
| 2012 | Starinnie Chasi                                | Nieznany           | Albina Dzhanabaeva, Eva Bushmina, Santa Dimopulas                     |
| 2012 | Allo, Mam !                                    | Alan Badojew       | Albina Dzhanabaeva, Eva Bushmina, Santa Dimopulas                     |
| 2013 | Peremirie                                      | Alan Badojew       | Erika Gerceg, Anastasia Kojevnikova, Misha Romanova                   |
| 2014 | U Menya Poyavilsya Drugoï (avec Vakhtang)      | Siergiej Sołodkij  | Erika Gerceg, Anastasia Kojevnikova, Misha Romanova                   |
| 2014 | Kislorod (en duo avec Mot)                     | A. Kuprijanow      | Erika Gerceg, Anastasia Kojevnikova, Misha Romanova                   |
| 2015 | Eto Bylo Prekrasno                             | Segiej Sołodkij    | Erika Gerceg, Anastasia Kojevnikova, Misha Romanova                   |
| 2015 | Tak Silno                                      | Segiej Sołodkij    | Erika Gerceg, Anastasia Kojevnikova, Misha Romanova                   |
| 2016 | Kto ti mne?                                    | Segiej Tkachenko   | Erika Gerceg, Anastasia Kojevnikova, Misha Romanova                   |
| 2017 | Moyo serdce zanyato                            | Segiej Tkachenko   | Erika Gerceg, Anastasia Kojevnikova, Misha Romanova                   |
| 2018 | Ya polubila monstra                            | Hindrek Maasik     | Erika Gerceg, Olga Meganskaya, Ulyana Sinetskaya                      |
| 2019 | Lubyol                                         | Zaur Zaseev        | Erika Gerceg, Olga Meganskaya, Ulyana Sinetskaya                      |
| 2019 | 1+1                                            | Segiej Sołodkij    | Erika Gerceg, Olga Meganskaya, Ulyana Sinetskaya                      |
| 2020 | Rikoshet                                       | S. Morozov         | Ulyana Sinetskaya, Sofia Tarasova, Ksenia Popova                      |